# Jakub Arbes

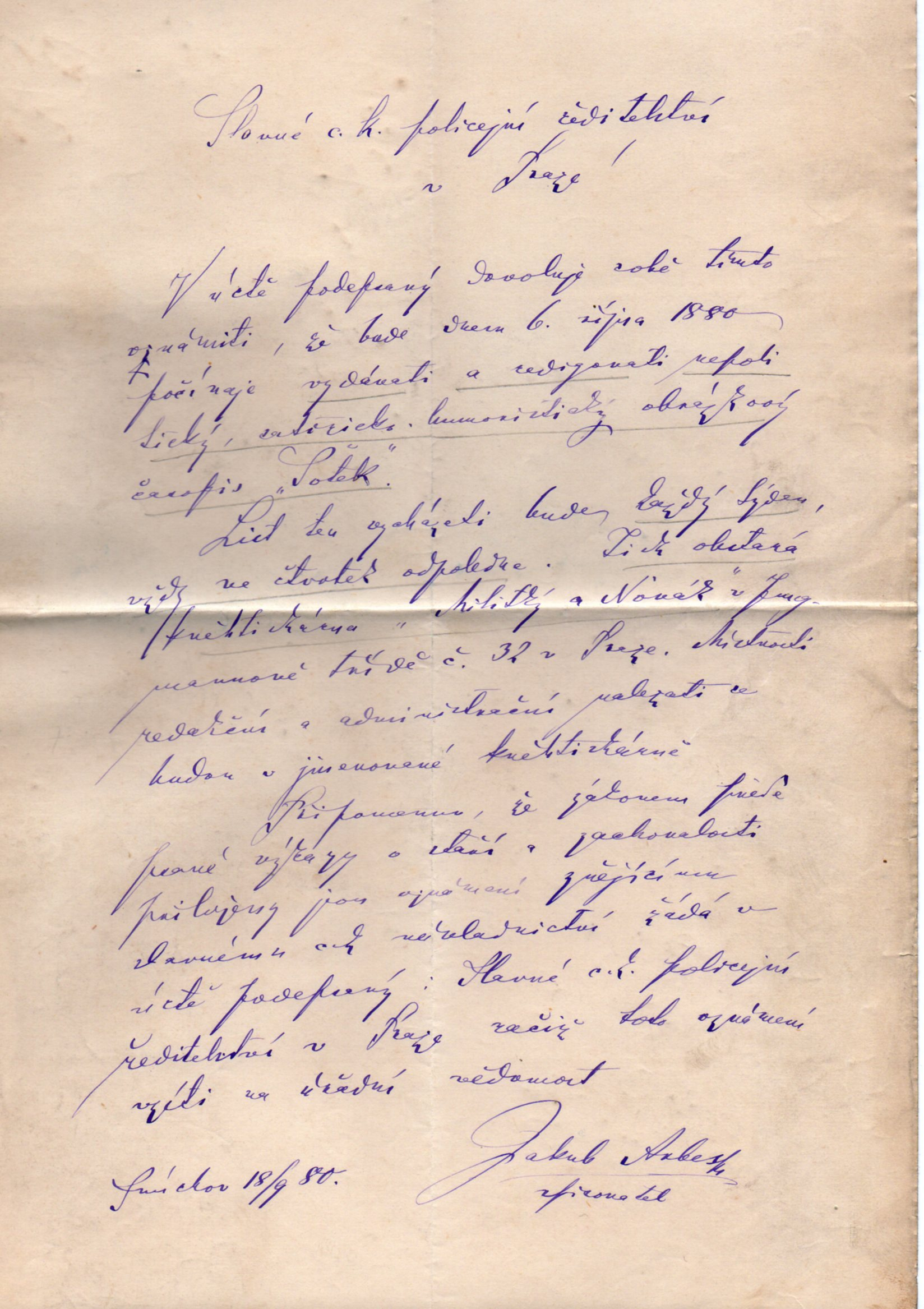
Vlastnoruční dopis Jakuba Arbese ohledně vydávání časopisu Šotek

Jakub Arbes (12. června 1840 Smíchov – 8. dubna 1914 Smíchov) byl český spisovatel, novinář a překladatel.  Sympatizoval s májovci, avšak neřadil se mezi ně, neboť tvořil za jiných okolností než oni. V české literatuře zavedl žánr romaneta. Vedle romanet se zabýval i sociálním románem a studiemi o význačných osobnostech českého kulturního života. Byl i divadelním kritikem a po určitou dobu také dramaturgem Prozatímního divadla.

## Životní dráha

### Mládí, školy
Narodil se v nezámožné rodině ševcovského mistra Jana Arbese (1803–1881) a manželky Anny, rozené Winklerové (1804–1880), jako třetí ze čtyř dětí. V rodném Smíchově, který tehdy ještě nebyl součástí Prahy, strávil celé mládí. Chodil v letech 1851–1854 do farní maltézské školy u Panny Marie Vítězné na Malé Straně a poté měl jít do učení v oboru obuvnictví jako otec. Měl však velmi dobré výsledky ve škole, a proto jej rodiče poslali na studie. Začínal na nižší reálce u sv. Jakuba, kde se seznámil s Juliem Zeyerem. Pak pokračoval na novoměstské vyšší německé reálce v Mikulandské ulici, kde poznal Jana Nerudu jako učitele češtiny.  Studoval i cizí jazyky – italštinu, francouzštinu, ruštinu, chorvatštinu a polštinu. Na škole zůstal do roku 1859.  Poté sice od roku 1859 studoval v Praze polytechniku (3 roky), ale více se věnoval jiným oborům a stal se žurnalistou a spisovatelem. Od roku 1855 si Arbes psal deníky, ve kterých se objevovaly jeho první literární pokusy, zprvu psané německy. Později své básně zveřejňoval v časopisech. Od lyrické poezie postupně přecházel k satirickým a politickým veršům. Už na škole napsal  v roce 1857 svůj první román Ďábel na skřipci, který vyšel až o deset let později. Na radu svého učitele Jana Nerudy pro tento literární útvar použil název romaneto.

### Rodinný život
Dne 24. června 1867 se v kostele Panny Marie Vítězné na Malé Straně oženil s Josefinou (Josefou) Rabochovou (1843–1912), dcerou soustružníka Jana Rabocha. Měli spolu šest dětí, ale dospělosti se dožily jen dvě dcery. Již týden před svatbou se narodila první dcera, která však brzy zemřela. Dcera Olga (1868–1940) o Jakuba Arbese pečovala do smrti a starala se i o jeho literární pozůstalost. Když Arbes ztratil zrak, diktoval dceři Olze své texty. Další dcera Polyxena (1877–1960) žila po sňatku v Berlíně. Syn Edgar zemřel v jedenácti letech. Arbes jeho smrt popsal v románu Anděl míru a na jeho návrh vytvořil sochař Josef Strachovský postavu Anděla na rodinném hrobě Arbesových.

### Novinář

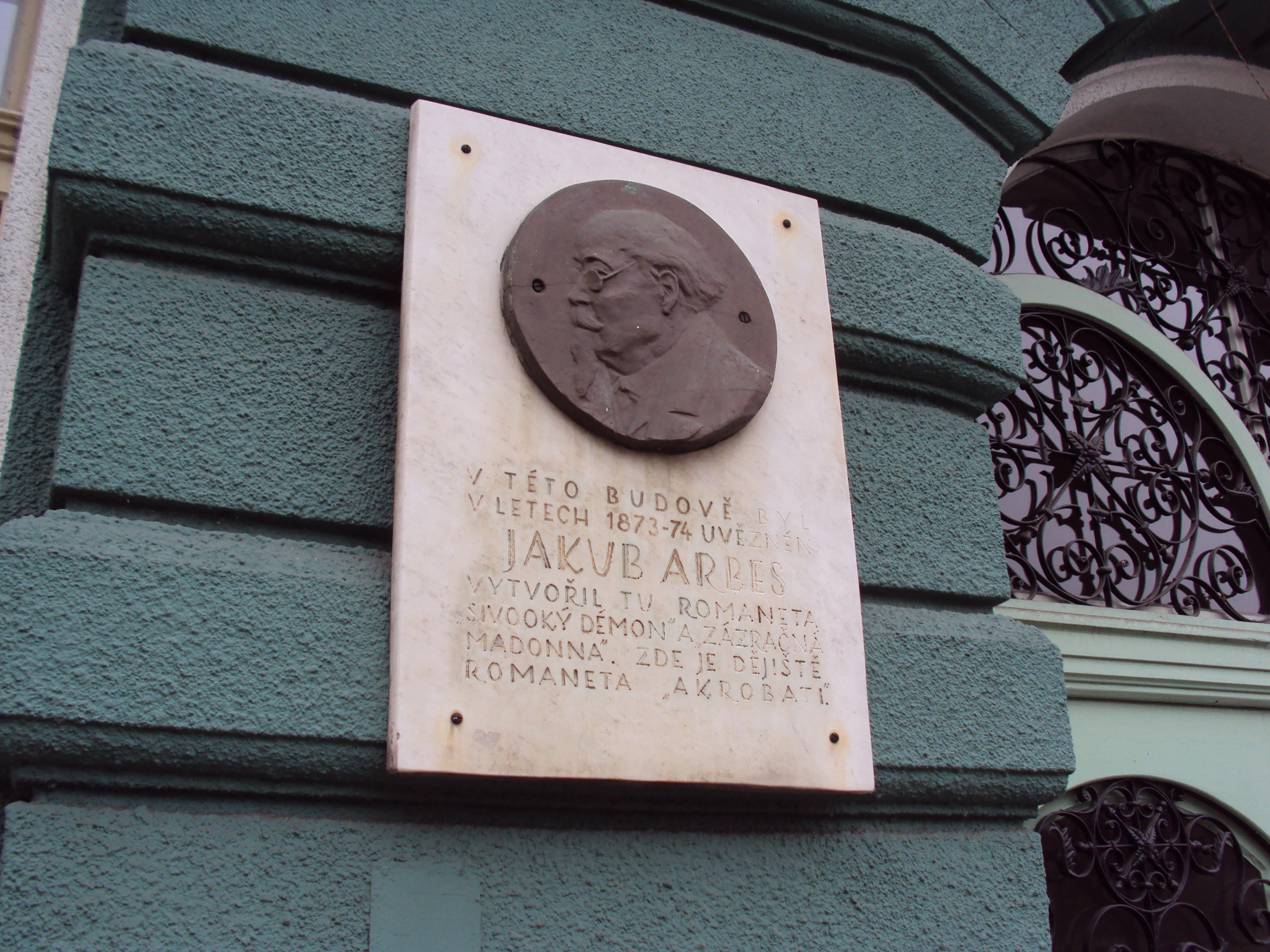
pamětní deska na budově Arbesova vězení v České Lípě

Začínal roku 1867 v redakci časopisu Hlas, krátce poté odešel do Kutné Hory do redakce jiného časopisu Vesna kutnohorská. V polovině roku 1868 se vrátil do Prahy, kde se stal odpovědným redaktorem Národních listů. Zde působil jako redaktor do roku 1877, tedy i v období od 1. listopadu 1868 do 1. května 1869, kdy titul musel být přejmenován na Naše listy. Zároveň psal do řady jiných listů na venkově.  Za své články a vedení Národních listů byl německou porotou odsouzen na 13 měsíců, které strávil ve vězení v České Lípě (1873–1874). Ještě před  nástupem trestu se Arbesovi podařilo v roce 1873 vydat romaneto Svatý Xaverius. Ve vězení se setkal s Marií Červenkovou, která uklízela vězeňské cely a tajně zprostředkovávala Arbesovi poštu. Údajně mezi nimi vznikl intimní vztah. V srpnu 1874 Marie opustila své pracovní místo a odešla ke svým rodičům, kde v dubnu 1875 porodila nemanželskou dceru Marii Františku. Po propuštění z vězení pracoval v Národních listech až do výpovědi v roce 1877, kterou pociťoval jako značnou osobní křivdu ze strany vydavatele Julia Grégra. Krátce pobyl v redakci staročeského časopisu Politik, ovšem i odtud byl propuštěn. V letech 1876–1879 působil jako dramaturg Prozatímního divadla, pak toto místo ztratil a už natrvalo se živil jako svobodný spisovatel a novinář. 
Patřil k okruhu satirických novinářů. Spolu s Mikolášem Alšem vydával satirický časopis Šotek (1880–1881). Obdobných časopisů založil několik: Volné slovo, Hlas předměstí, Věstník Jednoty řemesel, Slovenský kalendář. Mnohdy psát veřejně nesměl a nacházel útočiště ve stolní společnosti Mahábhárata, která se scházela v hospodě U svatého Tomáše.

### Spisovatelem

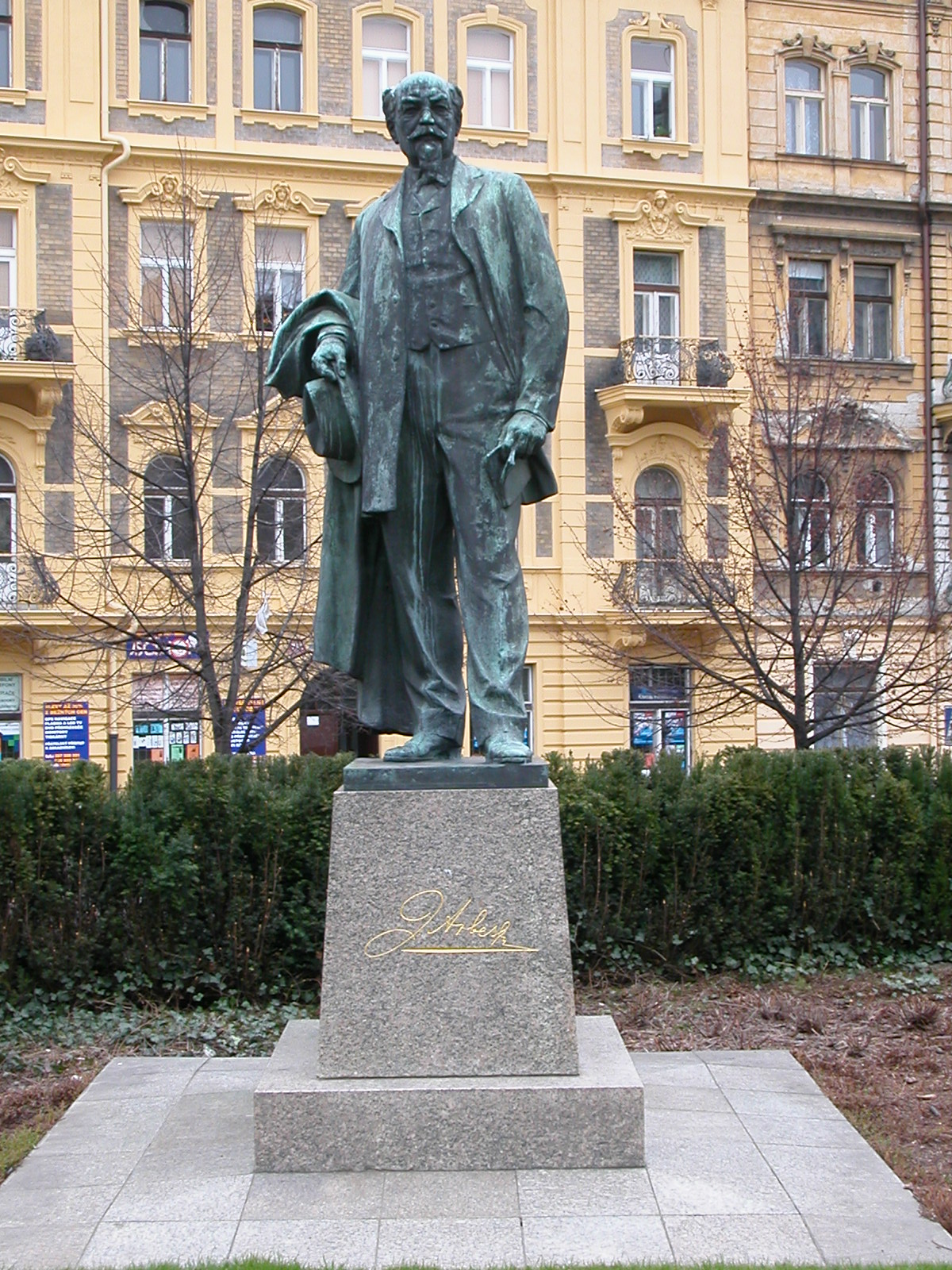
Socha na Arbesově náměstí v Praze na Smíchově (autor Jan Černý, 1964)

V průběhu své literární činnosti si vytvořil velice oddaný vztah k Janu Nerudovi, kterého považoval za svůj vzor. Dalším vzorem mu byl Karel Hynek Mácha, ke kterému choval obrovský obdiv. Tito jej inspirovali i v jeho bohaté literární činnosti. Rozluštil deník K. H. Máchy, který popisoval jeho sexuální hrátky s milenkou Lori a vůbec jeho sexuální život. 
Věnoval se i překladům. Přeložil spisy a články mnohých spisovatelů z různých zemí, mimo jiné moravského, německy píšícího spisovatele Sigmunda Kolische,  dramatika Victoriena Sardoua, norského dramatika Henrika Ibsena, filozofa Voltaira a  spisovatele Alfreda de Musseta. Z ruštiny překládal básně Michaila Lermontova.
Je považován za zakladatele českého sociálního románu. Po roce 1878 napsal několik románů z dělnického prostředí, v nichž popsal existenční problémy dělníků a nelidské poměry v továrnách.  Ze zamýšleného šestisvazkového románu o dělnictvu  pak vyšel pouze první díl v roce 1883, nazvaný Štrajchpudlíci o útlaku tiskařských dělníků. Ke konci života se zabýval úvahami o sociální revoluci, které publikoval v roce 1892 pod pseudonymem J. Svoboda v článcích Z bojů o vykořenění lidské bídy a První sociální revoluce. 
Volil náměty ze současného pražského života. Jako člověk byl velmi svérázný a podle toho vypadají i některá jeho témata. Zavedl nový způsob literární tvorby – romaneto  tj. obsáhlejší povídka s dobrodružným, napínavým dějem. Jsou zde dramatické zápletky s logickým zakončením. Námětem jsou neobvyklé jevy, tajemnost, která nakonec najde racionální vysvětlení. Vychází z rozporu mezi dokázanými věcmi a věcmi mezi nebem a zemí. Hlavními postavami jsou vědci nebo studenti. K nejznámějším patří Svatý Xaverius. 
Pro prvky fantastiky ve svém díle (zejména Newtonův mozek a Poslední dnové lidstva) je dnes Arbes řazen i mezi autory sci-fi.
Jeho zásluhy o českou literaturu byly oceněny členstvím v České akademii věd a umění, dopisujícím členem byl zvolen 29. října 1890, řádným 30. listopadu 1901.
V roce 1912 ovdověl. Poslední léta žil  v existenční nouzi, stále hůře viděl. Ke konci života své úvahy už jen diktoval dceři Olze, která se neprovdala a starala se o něj i po smrti matky. Jakub Arbes zemřel 8. dubna 1914 na Smíchově (od roku 1922 součástí Prahy), kde bydlel v ulici Švédská čp. 1137/27. Pohřben byl v rodinném hrobě  na Malvazinkách.

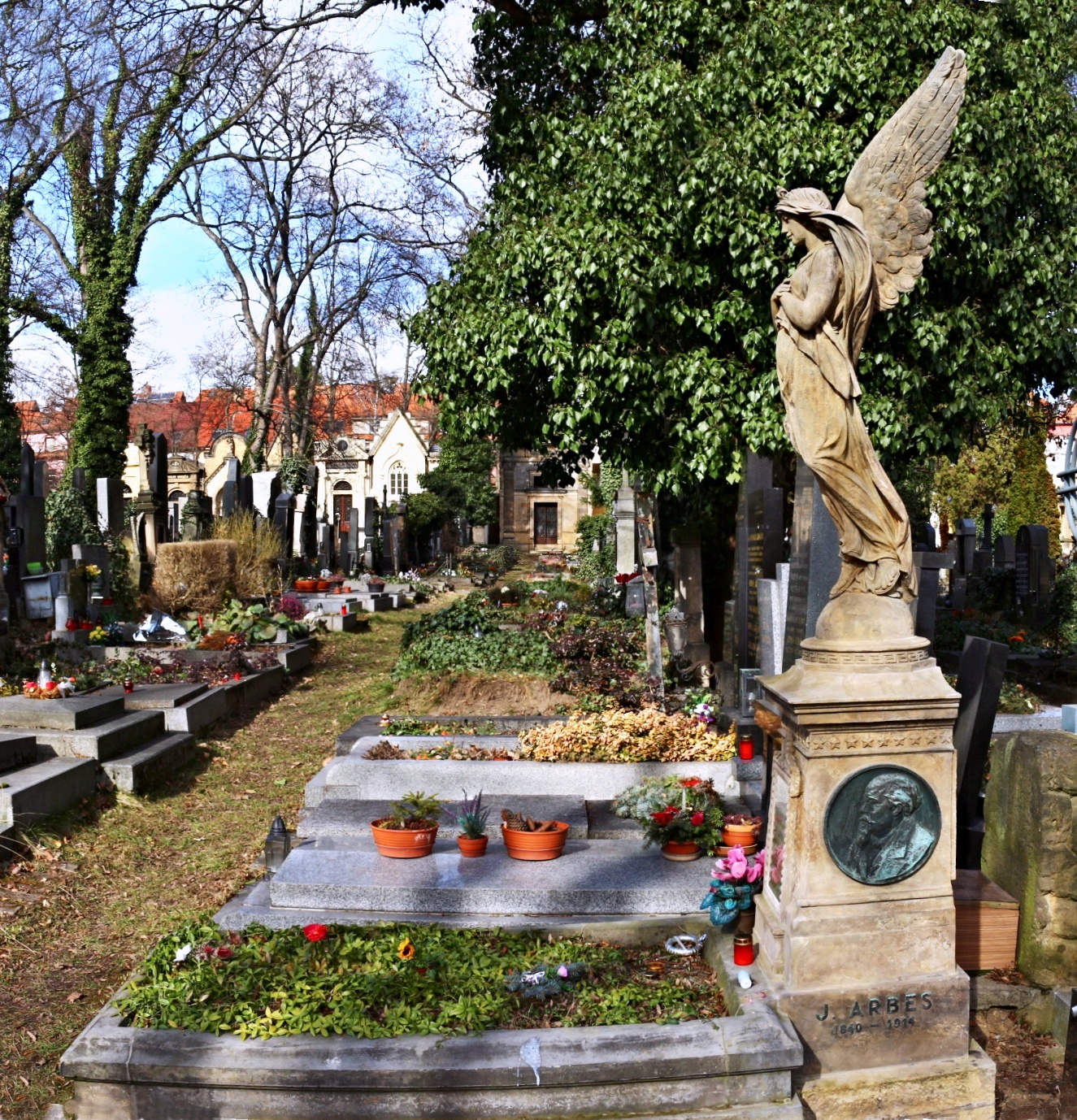
Náhrobek Arbesových na hřbitově Malvazinky

## Citát
Vytrvale se obíral Arbes divadlem a po celá desetiletí sbíral pečlivě pro naši divadelní historii materiál, z něhož pak sám hojně těžil do svých článků a monografií. Jeho pozůstalost je po té stránce bohatou studnicí pro počátky i mladý život našeho divadelnictví a bude lze z ní příštím historikům hojně vybírati; je dobře, že byla ze soukromého vlastnictví dcer Arbesových získána ministerstvem národní osvěty a uložena v Národním museu.
Jaroslav Kvapil

## Arbesovo dílo

### Romaneta
- Ďábel na skřipci (1866)
- Elegie o černých očích (1865–1867)
- Svatý Xaverius (1873) – Autor (Arbes) je sám vypravěčem a hlavním hrdinou. Omylem je zavřen v kostele přes noc. Zde se seznámí s mladíkem, jménem Xaverius, který zde též zůstal. Společně se snaží rozluštit tajemství obrazu sv. Xaveria, až se jim podaří sestavit mapku, podle které se vydají hledat poklad na pražský Smíchov. Xaverius ale ve zmatku od místa hledání pokladu utíká. Po třech letech se střetávají ve Vídni ve vězení, kde je Xaverius nespravedlivě odsouzen.
- Sivooký démon (1873)
- Zázračná madona (1875)
- Ukřižovaná (1876)
- Newtonův mozek (1877) – Kamarád hlavního hrdiny jde do války a je zabit. Hlavní hrdina má potom sen, že kamarád dostal Newtonův mozek, sestrojil stroj času a spolu s ním podnikl cestu do minulosti. Zjistil, že dějiny lidstva jsou dějinami válek. Protiválečné dílo. [22]
- Akrobati (1878) – Líčí příběh setkání autora s umělci – akrobaty, kteří s vášní propadli svému druhu umění a staví jej výše než cokoli jiného ve svém životě a jsou pro možnost toto umění provozovat ochotni obětovat mnoho ze svého života.
- Etiopská lilie (1879) – ustupují fantaskní prvky
- Šílený Job (1879)
- Můj přítel vrah (1879)
- Advokát chuďasů (1881)
- Divotvorná krev (1882)
- Český Paganini (1884) – o houslistovi Jakubu Schellerovi (1759–1800), předchůdci Paganiniho[23][24]
- Aspoň se pousměj (1885)
- Dva barikádníci (1885)
- Zborcené harfy tón (1885–1886)
- První noc u mrtvoly (1886)
- Il divino Boemo (1886)
- Lotr Gólo (1886) – Zachycuje životní příběh a složitý umělecký vývoj nadaného kočovného herce Sunkovského, kterého ubíjí nezájem a nepochopení publika i malá víra ve vlastní schopnosti a okolní svět.
- Medea s bezvýrazným okem (1887)
- Anna a Marie (1888)
- Duhový bod nad hlavou (1889)
- Lilie v úpalu slunečním (1891)
- Duhokřídlá Psýché (1891)
- V růžovém rozmaru (1893)
- Poslední dnové lidstva (1895). [25]
- Vymírající hřbitov (1900)

Zajímavost: Romaneto Poslední dnové lidstva převedla do podoby originální televizní inscenace s názvem Romanetto česká televizní režisérka Eva Sadková.

### Romány
- Kandidáti existence (1878) – utopie o socialismu. Parta mladých mužů sní o sociálně lepším světě. Když však jeden z nich zdědí fabriku, chová se jako kapitalista a ostatní mu to vyčítají. [26]
- Adamité (1882)
- Moderní upíři (1882) – pohled do života pražských podnikatelů a měšťanstva
- Štrajchpudlíci (1883) – původně roku 1880 pod názvem Epikurejci, nedokončeno – román z prostředí smíchovských tiskařských dělníků, líčí zde jejich existenční problémy a nelidské poměry v továrnách. [27]
- Mesiáš (1883) – román „ztracené existence“ (revolucionář z roku 1848 se vrací z mnohaletého vyhnanství domů a zjišťuje, jak se národní společnost vzdálila od jeho ideálů)
- Anděl míru (1890) – rozklad hodnot způsobený pronikáním kapitalismu na venkov. [28]
- tzv. Mravokárné románky:
  - Panna Stázička neboli Buď ctnostná i cudná!
  - Pražský domácíček aneb Buď spořivý
  - Maloměstský Salomo čili Buď lidumil (1894)
  - Ivan dobráček čili Buď dobrý a úslužný! (1895)
  - Rek, jakých je málo, aneb Pracuj! (1895)

### Publicistika a monografie
- Episody (1848) – Sedmnáct politických statí zachycuje revoluční rok 1848 v různých evropských zemích (Německo, Francie, Čechy). Některé stati jsou věnovány jako črta jen jedné osobě, např. rakouskému diplomatovi K.Metternichovi nebo maďarskému politikovi Lájosi Košutovi. Samostatná stať pojednává o Kroměřížském sněmu. [29]
- Okolí Prahy
- Pláč koruny české neboli Nová persekuce (1869)
- K. H. Mácha (1886) – Rozluštěn deník K. H. Máchy, který si psal. Deník popisuje milostný vztah s jeho snoubenkou Lori.
- Persekuce lidu českého v letech 1869–1873 (1896)
- J. Ex. hrabě František Thun z Hohenšteina, c. k. místodržící v království českém. Kritika úřadní činnosti Jeho Excelence (1895–1896)
- Siluety divadelní (1904)
- Arabesky literární (1905)
- Nesmrtelní pijáci (1906)
- Záhadné povahy (1909)
- Z duševní dílny básníků (1915) – zájem o psychologii umělecké tvorby
- Němci v Čechách – Praha 1946 – Melantrich (Citát z díla: Na historickém území českých zemí byli Němci vždy jenom hosté).

Své povídky uveřejňoval v mnoha časopisech (Lumír, Světozor, Květy, …)
Dále se zachovalo velké množství novinových článků, které se týkaly především významných světových osobností v literatuře. Zabýval se mj. K. H. Máchou a K. Sabinou.

## Galerie

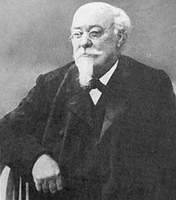
Jakub Arbes
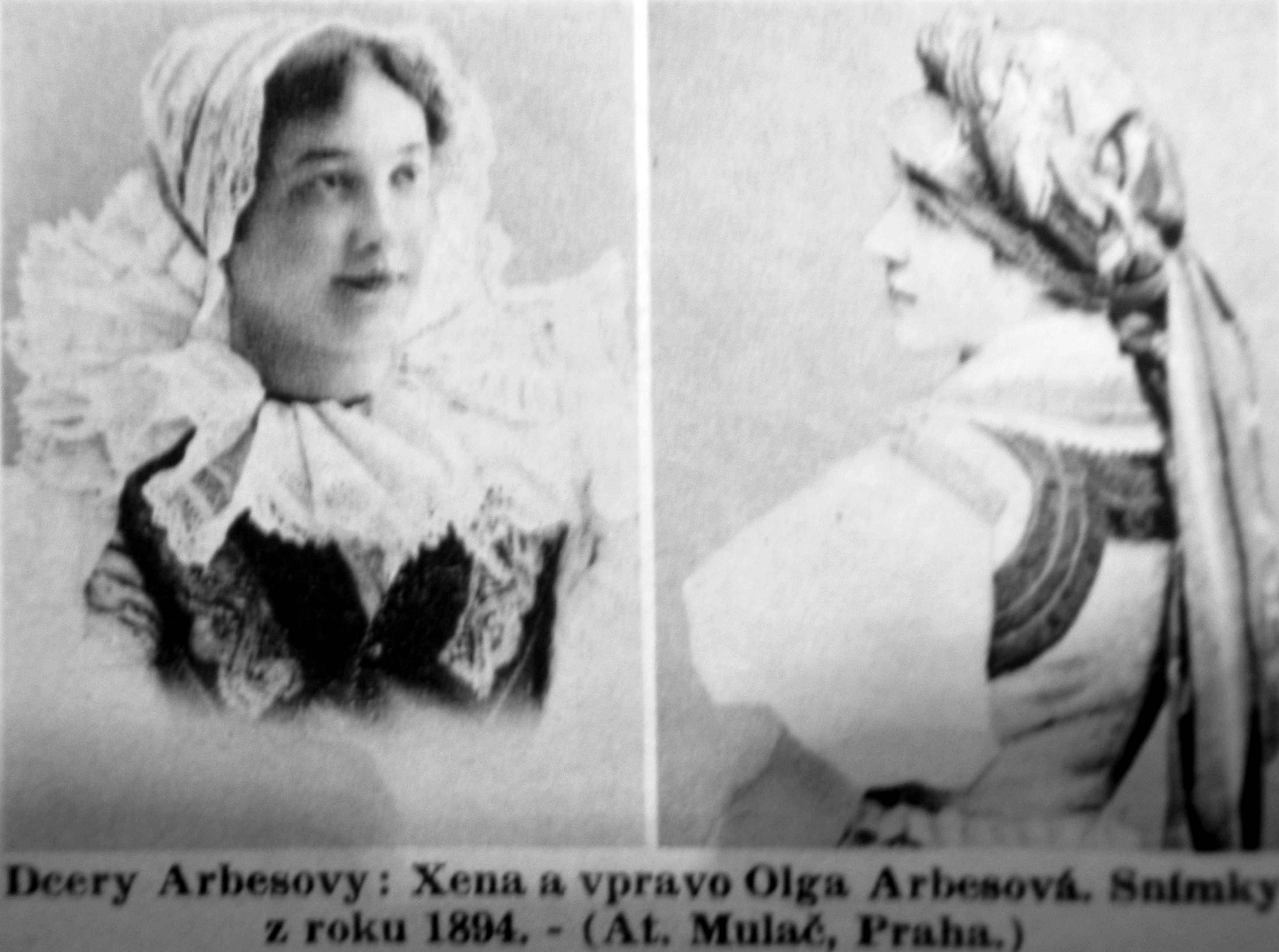
Xena a Olga Arbesovy, 1894
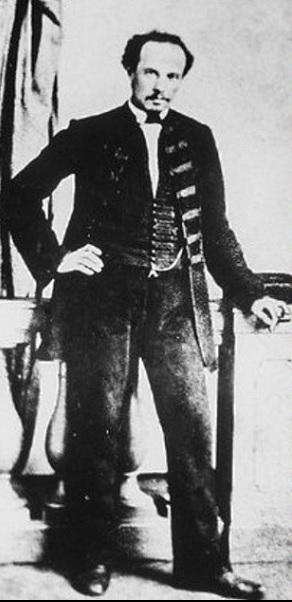
Jakub Arbes ve věku asi 35 let
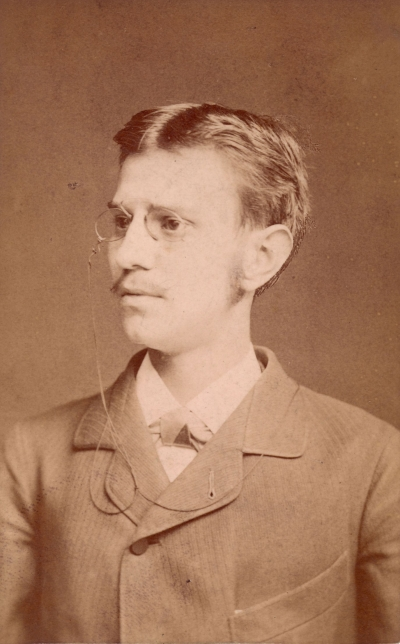
Jakub Arbes v mládí